# Colonel Guy Johnson and Karonghyontye (Captain David Hill)
Colonel Guy Johnson and Karonghyontye (Captain David Hill) (Dansk: Oberst Guy Johnson og Karonghyontye (Kaptajn David Hill)) er et portræt fra 1776 af den amerikanske maler Benjamin West. 
Portrættet afbilleder den engelske officer og diplomat Guy Johnson og høvdingen Karonghyontye (som også gik under det engelske navn David Hill). Johnson var, af den engelske krone, blevet gjort ansvarlig for de seks store indianerstammer i Nordamerika og i den forbindelse bestilte han portrættet i 1776 under en rejse til fra Canada til London. På denne rejse havde Johnson formentlig følgeskab af hans nære ven Karonghyontye. Alliancen mellem de britiske tropper og adskillige indianske stammer var en stor trussel mod oprørstropperne i den amerikanske uafhængighedskrig.
Benjamin West fremhæver Johnsons rolle som britisk ambassadør overfor indianerne ved at iføre ham en rød uniform med mokkasiner, indiansk bælte og tæppe og en Mohawk-hue. Karonghyontye peger på portrættet mod en fredspibe, mens Johnson holder en musket. Dette kan være Wests måde at vise, at det fredfyldte samarbejde mellem europæere og indianere var af stor vigtighed for den engelske krone. Dette kan også ses i portrættets baggrund, hvor en indiansk familie er fredfuldt forsamlet foran et britisk militærtelt.

## References
1. ↑  "National Gallery of Art". Arkiveret fra originalen 10. oktober 2012. Hentet 14. januar 2013.